# Scheloribates ornatus
Scheloribates ornatus är en kvalsterart som beskrevs av Balogh 1959. Scheloribates ornatus ingår i släktet Scheloribates och familjen Scheloribatidae. Inga underarter finns listade i Catalogue of Life.